# Almotriptán

Fórmula química del almotriptán

El almotriptán es un fármaco antimigrañoso investigado por Laboratorios Almirall. Está disponible en comprimidos 12,5 mg en la mayoría de países y también en 6,25 mg en Estados Unidos y Canadá.
Ha sido el primer fármaco investigado por un laboratorio español en ser aprobado por la Administración de Drogas y Alimentos (FDA, por sus siglas en inglés) para su comercialización en Estados Unidos.

## Indicaciones
Almotriptán está indicado para el tratamiento agudo del dolor de cabeza en la fase de ataque de la migraña con o sin aura.
Almotriptán es el único triptán oral aprobado en Estados Unidos para el tratamiento de la migraña en adolescentes de 12 a 17 años.

## Modo de acción
Almotriptán es un potente y selectivo agonista del receptor 5-HT1B/1D de la serotonina. Debido a la particular distribución de los receptores 5-HT1B/1D, Almotriptán básicamente contrae las arterias meníngeas humanas; como resultado tiene un efecto limitado en las arterias que suministran sangre al cerebro, y poco efecto en los vasos cardíacos y pulmonares.

## Farmacocinética
Almotriptán no tiene interacciones farmacocinéticas relevantes y es metabolizada a través de diferentes vías, y no requiere ajuste de dosis en pacientes con insuficiencia renal o hepática leve. Tampoco existen diferencias clínicas observables entre hombres, mujeres, jóvenes y ancianos.

## Eficacia
La eficacia del Almotriptán en el tratamiento del ataque de migraña aguda ha sido establecida en estudios clínicos de más de 3.000 pacientes a quienes se les administró 12,5 mg y se demostró una rápida y alta eficacia en el alivio del dolor. 
Almotriptán alivia náuseas, vómitos, fotofobia (hipersensibilidad a la luz) y fonofobia (hipersensibilidad al sonido) asociados a los ataques de migraña. En el reciente estudio “Actúe cuando es leve” se ha demostrado que tomar Almotriptán al primer signo de ataque de migraña, cuando aún el dolor es leve, provee el óptimo resultado para minimizar el sufrimiento del paciente.

## Contraindicaciones
Hipersensibilidad a la sustancia activa o a cualquiera de sus excipientes. Como en el caso de otros receptores agonistas 5HT1B/1D, Almotriptán no debería ser administrado en pacientes con historia, síntomas o signos de isquemia cardiaca (infarto de miocardio, angina de pecho, isquemia silente documentada, angina prinzmetal), insuficiencia hépatica graves o enfermedad vascular periférica. No se debe administrar conjuntamente con ergotamino o derivados y otros agonistas del 5-HT1B/1D .

## Efectos secundarios
Los efectos secundarios más frecuentes son náuseas, somnolencia, cefalea (dolor de cabeza), sequedad de boca y parestesias. Se estima que alrededor del 5% de los pacientes con migraña no siguen el tratamiento debido a la aparición de algunos de estos efectos secundarios.